# Andrew Phillip Smith
Andrew Phillip Smith (Penarth, 9 febbraio 1966) è uno scrittore e editore britannico.

## Biografia
Nato e cresciuto in Galles nella città di Penarth, nei pressi di Cardiff, ha studiato allo "University College of Wales" di Swansea. Ha risieduto a Londra e in seguito in una zona rurale della California. Oggi vive con la moglie a Cadoxton, nella provincia gallese della Vale of Glamorgan.
È proprietario della casa editrice "Bardic Press", che pubblica libri di Hafez, Umar Khayyam, storia del cristianesimo in età antica, mitologia celtica e Quarta Via.
È curatore editoriale della rivista The Gnostic: Journal of Gnosticism, Western Esotericism and Spirituality.
È stato spesso intervistato per i suoi scritti dalla rivista Fortean Times, da "Zany Mystic Radio", da "Sphynx Radio" e da Miguel Conner su "Aeon Byte Gnostic Radio". 
Ha pubblicato articoli sulle riviste New Dawn Magazine, Fortean Times e Watkins Mind Body Spirit.

## Opere
- The Gospel of Thomas: A New Version Based on the Inner Meaning, Ulysses Books, 2002
- The Gospel of Philip - Annotated & Explained, Skylight Paths, 2006
- The Lost Sayings of Jesus: Teachings from Ancient Christians, Jewish, Gnostics and Islamic Sources - Annotated & Explained, Skylight Paths, 2006
- Gnostic Writings on the Soul - Annotated & Explained, foreword by Stephan A. Hoeller, Skylight Paths, 2007
- The Gnostics: History - Tradition - Scriptures - Influence, Watkins Publishing, 2008
- A Dictionary of Gnosticism, Quest Books, 2009
- The Secret History of the Gnostics: Their Scriptures, Beliefs and Traditions, preface by Monty Oxymoron, Watkins Publishing, 2015
- The Lost Teachings of the Cathars: Their Beliefs and Practices, Watkins Publishing, 2015
- John the Baptist and the Last Gnostics: The Secret History of the Mandaeans, London, Watkins Publishing, 2016, ISBN 978-1780289137
- Pages from a Welsh Cunning Man's Book: Magic and Fairies in Nineteenth-Century Wales, Bardic Press, 2023, ISBN 978-1906834463